# Vanvitelli-vízvezeték
A Vanvitelli-vízvezeték (vagy Károly-vízvezeték) a casertai királyi palota építése során felmerült vízellátási problémák megoldásaként épült. Nemcsak az építkezés igényelt hatalmas vízmennyiséget, hanem a jövőben kialakítandó hatalmas park öntözése is. Ehhez társult Caserta városának növekvő vízigénye, valamint Nápoly vízellátása bővítésének szükségessége is.
Ennek a problémának az áthidalására Luigi Vanvitelli egy 38 km hosszú, főleg föld alatti vízvezeték megépítését javasolta. A munkálatok 1753-ban kezdődtek. A vezeték lenyűgöző része az 529 méter hosszú és 95 méter magas Ponti della Valle völgyhíd a Longano és Garzano hegy között, amely az ókori római vízvezetékekhez hasonlóan három árkádsorból áll: az alsó 19, a középső 28, a felső 43 árkádból épült fel. A vízvezeték bizonyítéka Vanvitelli mérnöki hozzáértésének, hiszen több mint kétszáz éven keresztül a földrengéseknek sem sikerült kárt tenniük a vezetékben. A vízvezetéket 1762-ben vették használatba. A vezetéket a szakirodalom Károly-vízvezeték néven is ismeri.

## Külső hivatkozások
- A casertai palota igazgatóságának honlapja
- Caserta város honlapja
- Még több aquaductus